# Radziszewo (powiat Gryfiński)
Radziszewo (Duits: Retzowsfelde) is een plaats in het Poolse district  Gryfiński, woiwodschap West-Pommeren. De plaats maakt deel uit van de gemeente Gryfino en telt 480 inwoners.